# Interno della Grote Kerk a Haarlem
Interno della Grote Kerk a Haarlem è un dipinto di Gerrit Adriaenszoon Berckheyde. Eseguito nel 1673, è conservato nella National Gallery di Londra.

## Descrizione
Il dipinto rappresenta l'interno della Grote Kerk (Chiesa Grande, o chiesa di san Bavone) di Haarlem, il cui esterno è raffigurato in un'altra opera del Berckheyde (Piazza del Mercato e la Grote Kerk a Haarlem), anch'essa nella collezione della National Gallery.